# Amparo Illana
Amparo Illana Elórtegui (Madrid, 25 de mayo de 1934-ibidem, 17 de mayo de 2001) fue una aristócrata española que fue esposa de Adolfo Suárez, presidente del Gobierno de España entre 1976 y 1981.

## Biografía
Illana nació en Madrid el 25 de mayo de 1934 en el seno de una familia de origen vasco. Su padre era coronel del ejército. Estudió inglés en Irlanda y francés en un internado en Francia.
Conoció a Adolfo Suárez en Ávila durante unas vacaciones de verano. Suárez era natural del pueblo. Se casaron allí el 15 de julio de 1961. La familia de Illana contribuyó a la carrera política de Suárez. Illana era cercana al Opus Dei, un grupo católico, y su esposo también era miembro del grupo. Se involucró en actividades filantrópicas con un enfoque especial en los gitanos o personas romaníes en España. Organizó un encuentro sobre sus problemas en Madrid en 1978 en colaboración con el Opus Dei.
Illana tuvo cinco hijos con Suárez: María Amparo, Adolfo, Laura, Sonsoles y Javier. Illana fue diagnosticada de cáncer de mama en 1994 y falleció en Madrid el 17 de mayo de 2001. Fue enterrada en la Catedral de Ávila, Ávila, el 18 de mayo. Su esposo también sería enterrado allí junto a ella en marzo de 2014.